# 71–75 Robertson Street
Unter der Adresse 71–75 Robertson Street in der schottischen Stadt Glasgow befindet sich ein Geschäftsgebäude. 1970 wurde das Bauwerk in die schottischen Denkmallisten in der höchsten Denkmalkategorie A aufgenommen.

## Beschreibung
Das Gebäude steht an der Robertson Street nahe dem Bahnhof Glasgow Central und dem Clyde im Zentrum Glasgows. Es wurde im Jahre 1901 nach einem Entwurf des schottischen Architekten John Archibald Campbell erbaut.
Das im Stile der Glasgow School ausgestaltete Gebäude mit Mansardgeschoss ist fünfstöckig. Die Fassaden sind mit roten Sandsteinquadern verkleidet. Dorische Säulen flankieren das Eingangsportal. Es schließt mit einem früchteornamentierten Löwenrelief und einem bekrönenden gebrochene Segmentbogengiebel. Stilisierte Schlusssteine zieren die länglichen Fenster des ersten Obergeschosses. Im vierten Obergeschoss kragt ein auf Konsolen gelagerter Balkon aus. Analog dem Portal ist er mit dorischen Säulen gestaltet. Die Fassade schließt mit ausladendem Kranzgesimse.
Die Gestaltung der linken Achse unterscheidet sich von der restlichen Fassaden. Schlichte kolossale Pilaster rahmen die Drillingsfenster ein. Ein gesprengter Segmentbogengiebel bekrönt das oberste Fenster. Die Gebäuderückseite entlang der Robertson Lane ist asymmetrisch aufgebaut. Die Fenster im ersten Obergeschoss schließen mit Segmentbögen.